# 艾伦·宾
艾伦·拉文·宾（英語：Alan LaVern Bean，1932年3月15日—2018年5月26日）曾是一位美国国家航空航天局的宇航员，执行过阿波罗12号以及天空实验室3号任务。执行阿波罗12号任务时，宾成为了第四个踏上月球的人。
宾出生于德克萨斯州的维勒（Wheeler），从德克萨斯州沃斯堡的帕斯卡高中（R. L. Paschal High School）毕业，1955年在德州大学奥斯汀分校获得宇航工程学士学位。四年的战斗机飞行员生涯后，宾开始接受海军试飞员训练，他的教官恰好是日后阿波罗12号的指令长皮特·康拉德。德克萨斯州卫斯理大学（Texas Wesleyan University）1972年授予宾荣誉博士学位，他还于1974年在俄亥俄州的阿克伦大学（University of Akron）获得了荣誉工程科学博士学位。
1963年，宾被选入美国国家航空航天局的第三组宇航员。宾被指派担任双子星10号的替补指令飞行员，但在一次早期阿波罗飞行任务中表现不佳，未被选中，暂时被安排在阿波罗应用计划中。同一批的克里夫顿·威廉姆斯（Clifton Williams）因飞机事故而丧生后，宾被选入了阿波罗9号的替补团队。
宾在阿波罗12号任务中担任登月舱驾驶员，完成了历史上第二次登月任务。1969年11月，皮特·康拉德和宾先后成为了第三、第四个踏上月球的人类。他们在风暴海放置了一些月表实验设备，并安装了第一个月表核能发电站。任务期间，阿波罗12号的指令舱驾驶员理查德·戈尔登留在月球轨道中为后来的登月任务拍摄了许多照片。

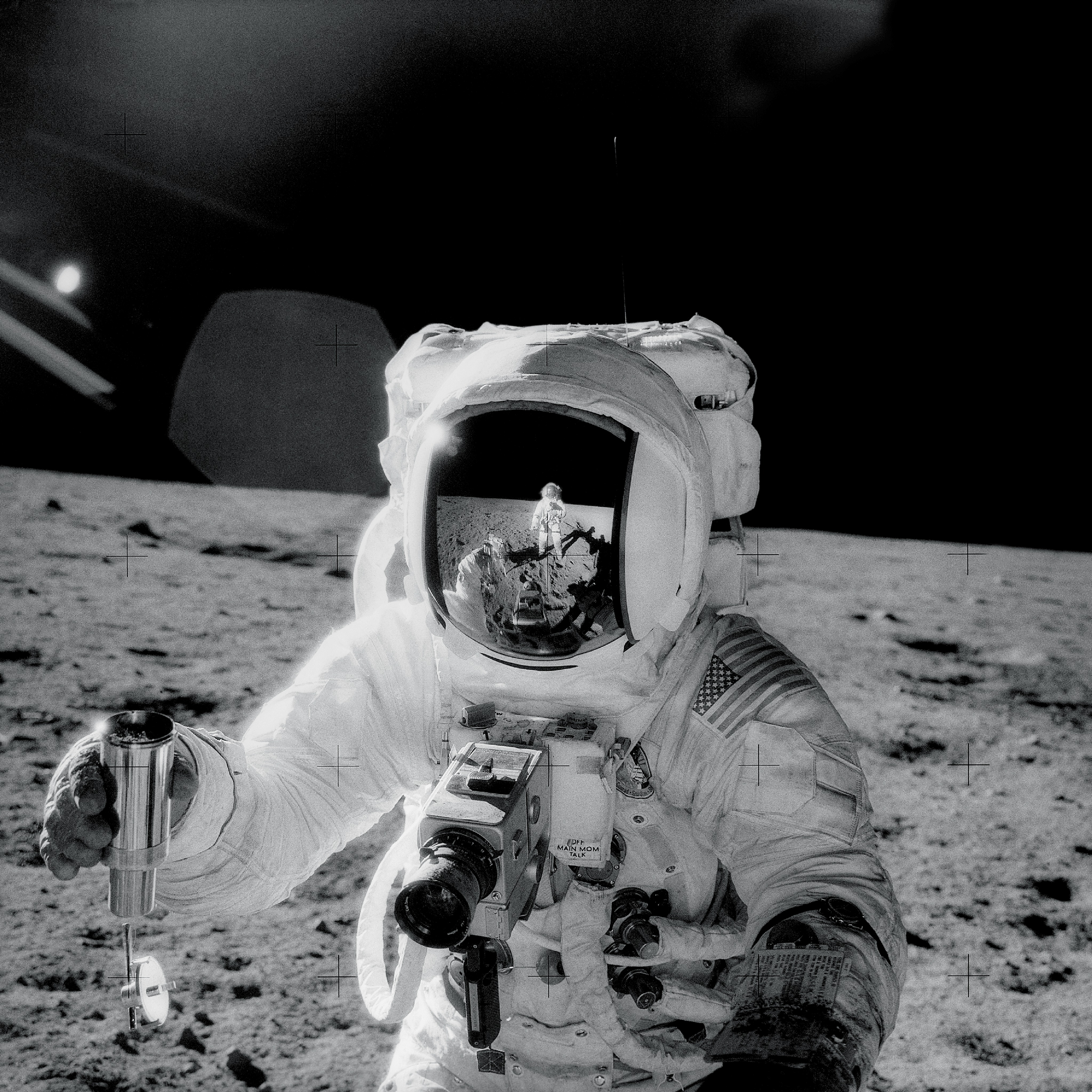
执行阿波罗12号任务时的艾伦·宾

宾在1973年7月29日至9月25日进行的天空实验室3号任务中担任了指令长。在这次59天的任务中，宾与物理学家欧文·加里欧特和杰克·洛斯马在地球轨道中飞行了创纪录的2440万英里。任务期间，宾测试了一种载人机动装置的模型。宾后来在美国首次与前苏联合作的阿波罗-联盟测试计划中担任替补指令长。
1975年10月，宾从美国海军退役，军衔为上校。退役后的宾继续以平民身份在航空航天局担任候选宇航员任务及训练小组组长。
宾于1981年6月从航空航天局辞职，拿出全部精力进行油画创作；他的许多作品被卖给了航天爱好者。关于这一决定，宾曾表示这个决定来源于在他十八年的宇航员生涯中，他很幸运地去过一些画家们从未去过的地方，他的亲身经历能够使他以绘画这种形式展现他的所见所闻。他的画室就位于他在休斯敦的家中。作为一名画家，宾希望给月亮多添一些色彩，他曾说过：
我必须找出给月球增加颜色却又不失其原来面目的方法。如果我是一个画月球的科学家，我会把她画成灰色。我是一个画家，所以我能够给月亮添些色彩。
宾使用的颜料是独一无二的——里面掺了月球上的尘土。
宾婚后育有一子一女。电视短剧《从地球到月球》中的第七集“也就这么多”以宾的角度描述了阿波罗12号任务，宾由戴夫·福勒（Dave Foley）扮演。
宾在执行阿波罗12号任务时将就读高中的旗帜以及克里夫顿·威廉姆斯的徽章留在了月球上，以示纪念。

## 參考

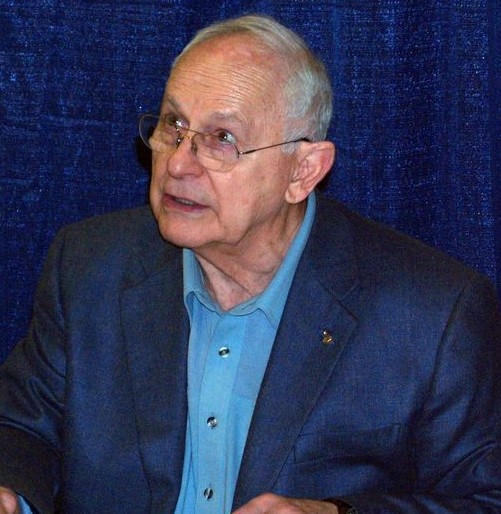
艾伦·宾，2009年